# ماتئو سنتوریونی
ماتئو سنتوریونی (انگلیسی: Matteo Centurioni؛ زادهٔ ۸ مهٔ ۱۹۷۴) بازیکن فوتبال اهل ایتالیا است.
از باشگاه‌هایی که در آن بازی کرده‌است می‌توان به باشگاه فوتبال مودنا، باشگاه فوتبال لچه، باشگاه فوتبال ونتزیا، باشگاه فوتبال کالیاری، و باشگاه فوتبال نووارا اشاره کرد.